# هجو

خداوند نیشابور را پاکیزه نسازد/ شهری که در آن هم‌دمی که مرا از غم برهاند و دل بدو آرام گیرد، نیافتم// اگر آتش درون قلبم نبود، آتشی که از فراق زن و فرزند و دوستان و وطنم در دلم شعله می‌کشد/ از شدت سرمایی که آثار آن در جسمم نمودار است می‌مردم// ای یاران عهد مودت مرا بر دوام دارید/ و مطمئن باشید که من بر عهد خویشتن پایدارم نه بی وفایی می‌کنم و نه خیانت// پس از دوری از شما به تدبیر زندگیم نپرداخته‌ام و اگر زنده مانده‌ام/ بدین امید است که خدا شما را و مرا به هم رساند و اگر مردم کشته غم و اندوه باشم//.

ابن عساکر، متن عربی: https://shamela.ws/book/9788/1702
هَجْوْ در ادبیات، شعر یا نثری است که ضدِّ مدح باشد و برای مقاصد شخصی به‌کار رود. لحنی گزنده، صریح و گاه توهین‌آمیز دارد؛ اما اگر برای بیان دردهای اجتماعی-سیاسی به کار رود، با زبانی ملایم‌تر سروده می‌شود. هجو بر پایهٔ نقدِ گزنده و دردانگیز بنا می‌شود و گاهی به سرحدّ دشنام یا ریشخندِ مسخره‌آمیز و دردآور می‌انجامد؛ هرگونه تکیه و تأکید بر زشتی‌های وجودِ یک چیز – خواه به ادعا و خواه به حقیقت – هجوْ است. هجویه یا هجونامه نیز، شعر یا نثری است که بر پایهٔ هجو و دشنام کسی باشد. با توجه به تعریفِ ادبیِ هجو و تفاوتی که منتقدانِ ادبیات بینِ هجو و فحاشی قائلند، می‌توان تمام هرزه‌درایی‌ها و ناسزاگویی‌های رکیک را که به لکه‌دار شدنِ حیثیت و آبروی افراد منجر می‌شود، از قلمروِ هجو خارج کرد.

مُهاجات هجویه‌های شاعران برای یکدیگر است. از جمله مهاجاتِ ابوالعلاء گنجوی (قرن ششم) و شاگردِ او و نیز مهاجاتِ خاقانی شروانی و رشیدالدین وطواط (متوفی ۵۷۳ ق) بسیار معروف است.

## ریشه‌شناسی
هجو واژه‌ای عربی است که معنی سرزنش‌کردن، بیهوده سخن‌گفتن، دشنام‌دادن، یاوه‌گفتن، نکوهیدن و عیب کسی را شمردن می‌دهد. lampoon به معنی بیایید بنوشیم، معنی معادل انگلیسی هجو است. معادل فرانسوی‌اش lampon است. ریشهٔ فعلی‌شان lamper، «به یک جرعه نوشیدن»، «زیاد نوشیدن» و «مست‌کردن» معنا دارد.

## ساختار
هجو معمولاً کوتاه بیان می‌شود (ایجاز)، زیرا کوتاه بودن سبب می‌شود بهتر در ذهن بماند. هجوها به دودستهٔ کلی مستقیم یا شخصی، غیرمستقیم یا سیاسی-اجتماعی بخش‌بندی می‌شود. هجو مستقیم آن است که شاعر به سبب فردی برای تهدید، تحقیر، انتقام، تخریب، کینه و حسد دشنام دهد؛ رذایل اخلاقی مخاطبش را یادآوری کند و با گستاخی به او حمله کند. در این حالت هجو در تقابل با مدح است. مدح شعری است که برای تمجید و تملق سروده می‌شود. در برخی موارد، انگیزهٔ هجوسرایی تلافی شاعر برای ناکامی از دریافت صله بود.
هجو غیرمستقیم، دومین نوع هجو است که نزاهت هم نامیده می‌شود. این نوع هجو از غرض‌های فردی فراتر می‌رود و جنبه‌های سیاسی اجتماعی به خود می‌گیرد. این نوع هجو، نسبت به نوع اول، تأثیر بیشتری دارد، کمتر دشنام می‌دهد، مضمونی مؤثر دارد و سرودن آن مهارت ادبی بسیاری می‌خواهد.

## در ادبیات گوناگون

### فارسی
هجوسرایی در ادبیات فارسی در قالب قطعه و قصیده برای اغراض شخصی یا سیاسی-اجتماعی به کار رفته‌است. محمدجعفر محجوب در کتاب سبک خراسانی در شعر فارسی، دیدگاهی دربارهٔ خاستگاه هجو فارسی بیان کرده‌است.
منجیک ترمذی از نخستین شاعرانی است که عمدهٔ اشعارش در هجو است. در مجمع الفضحا دربارهٔ او نوشته شده که «مردی تیززبان، هزل‌آیین، تندطبع، زبان‌آور، بلیغ و نکته‌دان بود که کسی از تیر طعنش نرستی و از کمند هجوش نجستی، سینهٔ اهل کینه را به خدنگ هجا خستی و دست اهل زمان را به کمند هزل بستی.»
عزیرالله کاسب در کتاب چشم‌انداز تاریخی هجو در فصل انگیزه‌ها در سیر هجا، ضمن شرح کاملی از هجویات و هجو سرایان فارسی در هر دورهٔ تاریخ ادبیات، شعری را که مردم خراسان در هجو اسد بن عبدالله می‌خواندند، از نخستین هجوهای شعر دری می‌داند. مکرم اصفهانی هجوسرایی معروفی بود که شعرهای خود را با لهجهٔ اصفهانی در روزنامهٔ صدای اصفهان چاپ می‌کرد. «او با طنز خاص خود برای بیداری می‌کوشید و به جنگ خرافات می‌رفت». معروفترین شعر او هارون و لات نام دارد.

### عربی
هجو در ادبیات عربی پیشینه‌ای غنی دارد و به عصر جاهلی برمی‌گردد. می‌گویند شاعری به نام حطیئه ابتدا مردم زمان خود را هجو گفت. سپس زبان به هجو اعضای خانوادهٔ خود گشود و سرانجام آنگاه کسی را نیافت بهجاید، خود را هجو گفت. زن، از موضوعات هجو جاهلی بود. شاعران جاهلی، زنان را به چیزهای ساده، پست و گاه بی‌معنا تشبیه می‌کردند.
هجوسرایی و مفاخره، پس از پیدایی اسلام، میان شاعران همچنان کم‌وبیش رواج داشت؛ در سده‌های اولیهٔ قمری، اخطل، فرزدق، جریر، بشار بن برد، ابن رومی، ابوتمام، متنبی و ابن بسام از هجوگویان مشهور بودند.
«قِتال» هجوهای جنگی ادبیات عربی بود. در دورهٔ جاهلی، هر قبیله با گزنده‌ترین زبان، شعر می‌سرود. این شاعران به هنگام جنگ، پیشاپیش، جنگجویان خودی را به شور و شوق می‌آوردند.

### یونان باستان
ارسطو گفته که «آن‌ها که طبع بلند داشتند، افعال بزرگ و اعمال بزرگان را تصویر کردند. آن‌ها که طبعشان پست و فرومایه بود، به توصیف اعمال دونان و فرومایگان پرداختند. دسته‌ای اخیر هجویات سرودند و دستهٔ نخست سرودهای دینی و ستایش‌ها را.»
در سده هفتم پیش از میلاد، آرخیلوخوس خطاب به لیکامبس، هجوی چنان قوی سرود که او و دخترانش خود را به دار آویختند. منظومهٔ مرگیتس هجویی نقد آمیز بود که اندازهٔ کمی از آن مانده‌است. ظاهراً موضوعش، سرگذشت‌نامهٔ فردی بیچاره به نام مرگوس بود که دانش بسیار اما نادرست داشت.
ارسطو در کتاب فن شعر وقتی به خاستگاه طنز در کمدی کهن یونان می‌پردازد، از شعرپاره‌های نکوهش‌بار جادوگران یاد می‌کند که در آیینگان اقوام گوناگون یونان خطاب به ارواح خبیث خوانده می‌شد تا روح خبیثی که شخص، قبیله یا قومی را نفرین کرده بود از مکانی براند و باروری و زایندگی را بازگرداند.
سیمونیدس نیز از شاعران هجو سرای یونان باستان بود. تنها اثر مانده از او، شعری هجو آمیز است. «جوهر وجود زنان را از جانوران گوناگونی مانند ماده‌خوک و ماده‌روباه و ماده‌سگ و ماده‌الاغ و قاقم ماده و مادیان و بوزینهٔ ماده سرشته‌اند، وجود برخی از ایشان خاک و آبِ دریاست و تنها نوع خوب این جنس، آن است که از طبیعت زنبور سرشته شده باشد.»

## نمونه شعر
نقل شده در کتاب المعجم فی المعاییر الاشعار العجم:
| شمس قیس از حسد مرا دی گفت |  | شعر تو نیک نیست بیش مگوی    |
| خواستم گفتنش که ای خر طبع |  | کس چو تو نیست عیب مرد مگوی  |
| دعوی شعر می‌کنی و عروض     |  | بهتر از شعر من دو بیت بگوی  |
| ورنه بس کن ز عیب شعر کسی  |  | کاو به هجوت چنان کند چورکوی |